# Die fliegenden Monster von Osaka
Die fliegenden Monster von Osaka (jap. 空の大怪獣ラドン, Sora no Daikaijū Radon, dt. „Riesenmonster des Himmels Radon“) ist ein Kaijū-Film des Godzilla-Regisseurs Ishirō Honda aus dem Jahr 1956 und ist der erste Film, der das Filmmonster Rodan zum Thema hat.

## Handlung
In einer Mine kommt es zu Todesfällen, zu denen bald auch der zunächst verdächtige Minenarbeiter und einige der ermittelnden Polizeibeamten gehören.
In das Haus des Minenarbeiters Shigeru Kawamura und seiner Verlobten Kiyo bricht ein riesiges Insekt namens Meganulon ein und greift beide an. Die Polizei kann das Wesen nach erfolglosem Beschuss erst auf einer Kohlenhalde erlegen.
Im Bergwerk findet das Militär weitere Insektenwesen vor und versucht, sie zu vernichten. Shigeru gelingt dies, als er die Wesen in einer Lore rammt. Dabei wird er jedoch verschüttet und löst ein Erdbeben aus. Im Krankenhaus stellt sich heraus, dass Shigeru eine Amnesie erlitten hat.
Währenddessen verfolgt ein Pilot über dem Pazifik ein rätselhaftes Flugobjekt, das daraufhin sein Flugzeug zerstört. Zur gleichen Zeit verschwindet am Vulkan Aso ein junges Pärchen und hinterlässt lediglich einen Damenschuh und einen Fotoapparat. Eine Aufnahme der Kamera zeigt eine Art Flügel. Der Biologe Dr. Kashiwagi identifiziert diesen als den Flügel einer riesigen Flugechse.
In der Zwischenzeit hat Shigeru sein Gedächtnis wiedererlangt und erinnert sich, wie ein Flugdrache aus einem Ei schlüpfte und mehrere Meganulons auffraß. Die Experten kommen zu dem Schluss, dass hinter allen Vorkommnissen das gleiche Wesen steckt, und zwar eine riesige Flugechse, die Rodan genannt wird.
Das Militär verfolgt die Flugechse bis nach Sasebo, wo sie die Sakai-Brücke zerstört. In Fukuoka richtet es weitere Zerstörungen an; dort taucht auch eine zweite Flugechse auf.
In der Zwischenzeit finden Dr. Kashiwagi und Shigeru am Aso einige Menschenknochen und erleben eine von Rodan erzeugte Staublawine mit, die das Versteck der beiden Flugechsen zum Vorschein bringt. Das Militär beschießt den Aso und löst damit eine Eruption des Vulkans aus. Die beiden Flugechsen kommen in der Lava um.

## Kritiken
„Honda, der Erfinder des populären Kino-Monsters ‚Godzilla‘, hat nach ähnlichem Muster dieses utopische Albtraummärchen mit aufwendigen Spezialeffekten und einer abstrusen Story inszeniert.“